# Ferencvárosi TC (piłka nożna)
Ferencvárosi Torna Club (Ferencvárosi TC, FTC, Ferencváros) – węgierski klub piłkarski, sekcja Ferencvárosi TC, z siedzibą w Budapeszcie, w IX. dzielnicy – Ferencváros. Uczestniczy w rozgrywkach Nemzeti Bajnokság I. Jest to najbardziej utytułowany węgierski klub piłkarski.

## Symbole klubowe

### Herb i barwy
Tradycyjne barwy klubowe, biało-zielone odnoszą się do heraldycznych barw dzielnicy Ferencváros. W historii tylko przez kilka lat piłkarze FTC grali w barwach biało-czerwonych. W klubowym herbie zawiera się dziewięć pasów, z których zielonych jest pięć, zaś białych cztery. Liczba pasów odnosi się do numeru dzielnicy Ferencváros w budapeszteńskim podziale administracyjnym.

### Maskotka
Maskotką klubu jest Green Eagle (Zielony Orzeł). Przed meczami maskotka zawsze pojawia się na murawie i dopinguje zespół wraz z widzami.

### Motto
Erkölcs, Erő, Egyetértés – Moralność, Siła, Zgoda

### Dzielnica
Dzielnica Ferencváros do połowy XIX wieku była niezależnym miastem, włączonym później w granice administracyjne Budapesztu. Nazwę Ferencváros tłumaczy się na polski jako Miasto Franciszka (ewentualnie Franciszkogród). Nie jest to nazwa przypadkowa, gdyż została nadana na cześć głowy państwa – apostolskiego króla Franciszka Józefa.
Duża część mieszkańców Ferencvárosu była w drugiej połowie XIX wieku pochodzenia niemieckiego. Ferencváros po niemiecku to Franzstadt, stąd miejscowych Niemców nazywano zdrobniale „Fradi”. Jako że klub ma niemieckie korzenie, nazwa ta przylgnęła i do reprezentujących ją sportowców – w tym piłkarzy. Z czasem jej pierwsze znaczenie zanikło, a słowo to przetrwało dzięki piłkarzom.

## Historia

### Chronologia nazw
- 1899: Ferenczvárosi Torna-Club
- 1926: Ferencvárosi Football Club
- 1944: Ferencvárosi Torna Club
- 1949: Élelmiszeripari Dolgozók Országos Szakszervezete (ÉDOSz) Sport Egyesület (SE)
- 1951: Budapesti Kinizsi SK
- 1956: Ferencvárosi Torna Club

### Początek
Ferencvárosi TC zostały założony przez młodych i starszych mieszkańców dziewiątej dzielnicy Budapesztu, spośród zdecydowany odsetek stanowili Niemcy bądź Węgrzy niemieckiego pochodzenia, 3 maja 1899 roku. Pierwszym prezesem klubu został mianowany prawnik z Ferencvárosu, Ferenc Springer.
Pierwsze klubowe boisko powstało w dziewiątej dzielnicy w tym samym roku przy Soroksári út.
Sekcja piłki nożnej została powołana do życia 3 grudnia 1900 roku. Dwa miesiące później zespół rozegrał swój pierwszy mecz. Przeciwnikiem była drużyna Budapesti Torna Club. Jako że mecz nie został zgłoszony do Węgierskiego Związku Piłkarskiego, nie uważa się go za pierwszy oficjalny mecz klubu.
Pierwsze oficjalne spotkanie zostało rozegrane 21 kwietnia 1901 roku. Mecz przeciwko Műegyetemi AFC zakończył się porażką Ferencvárosi TC 3-5. Pierwszą bramkę dla zespołu strzelił Gáspár Borbás.
Pierwszy punkt został zdobyty w zremisowanym 2-2 spotkaniu z Műegyetemi AFC.
Pierwsze zwycięstwo klub zanotował 16 czerwca 1901 roku w wygranym 5-1 meczu z Budapesti SC.
Swój pierwszy mecz z zespołem spoza Węgier klub rozegrał 24 marca 1901 roku. W meczu przeciwko Vienna Cricket and Football-Club padł wynik 9-0 na korzyść austriackiego zespołu. W rewanżu, rozegranym 5 maja 1901 roku Węgrzy wygrali 5-0, co było pierwszą wygraną na arenie międzynarodowej. W meczu tym na strojach graczy FTC po raz pierwszy pojawił się emaliowany zielono-biały emblemat klubowy.
W 1902 roku FTC w meczu przeciwko zespołowi Oxfordu doznał najwyższej porażki w dotychczasowej historii 0-16.
W 1903 roku FTC zdobył pierwszy tytuł mistrzowski w rozgrywkach krajowych. W 1905 roku klub zdobył swoje drugie mistrzostwo. W pierwszej dekadzie XX wieku FTC mistrzostwo zdobył pięciokrotnie.
W 1909 roku klub zdobył Challenge Cup. Był to jedyny w historii tych rozgrywek przypadek, gdy trofeum zdobył klub spoza Wiednia.
12 lutego 1911 roku dokonano uroczystego otwarcia stadionu przy Üllői út 129. Pierwszego gola na nowym stadionie zdobył Imre Schlosser.
W 1912 roku FTC zagrał pierwszy mecz w Anglii przeciwko zespołowi Woking F.C. W tym samym roku w meczu przeciwko budapeszteńskiemu zespołowi III. Kerületi TVE, wygranym przez FTC 11-3 Imre Schlosser strzelił 8 bramek, co do tej pory jest rekordem klubowym.
Rok 1914 jest uznawany za jeden z tragiczniejszych w historii klubu. Wielu zawodników zostało wcielonych do wojska i poległo w I wojnie światowej.

### Lata 20 XX w.
Lata 20 XX wieku nie były pomyślnym okresem w historii klubu. Lokalny rywal, MTK zdobył Mistrzostwo Węgier 10 razy.
W sezonie 1924/25 FTC przegrał z MTK 2-14, co jest najwyższą porażką ligową w historii klubu.
W sezonie 1925/26 FTC odzyskał tytuł mistrzowski, a tytuł obronił w dwóch kolejnych sezonach. W tym okresie zreformowana została liga – z amatorskiej stała się profesjonalna.
W 1928 roku FTC świętował zdobycie dubletu – mistrzostwa i Pucharu Węgier. Dodatkowo zespół zdobył Puchar Mitropa, pokonując w finałowym dwumeczu SK Rapid Wiedeń 10-6. Było to pierwsze trofeum międzynarodowe zdobyte przez klub.
FTC uczestniczył także w meczach towarzyskich w Ameryce Południowej. W trakcie tournée Węgrzy pokonali dwukrotnych mistrzów olimpijskich, Urugwajczyków 3-2.

### Lata 30. i 40. XX w.
W latach 30. XX w. FTC zdobył mistrzostwo czterokrotnie (w sezonach 31/32, 33/34, 37/38 i 39/40) zaś Puchar Węgier dwukrotnie – w roku 1933 i 1935.
W sezonie 1931/32 zespół wygrał wszystkie 22 mecze ligowe sezonu, co do tej pory jest niepobitym przez żaden inny zespół osiągnięciem.
W 1933 roku FTC został uznany przez francuski magazyn L’Auto za siódmy najlepszy zespół Europy.
W 1937 roku zespół ponownie sięgnął po Puchar Mitropa, w finale rozegranym w Budapeszcie wygrał z S.S. Lazio 4-2.
W latach 40 XX w. klub dwukrotnie świętował wygranie ligi – w sezonie 1940/41 oraz 1948/49, zaś zdobycie krajowego Pucharu trzykrotnie – w latach 1942, 1943 i 1944.
W 1940 roku FTC został pierwszym węgierskim zespołem, który poleciał do Stanów Zjednoczonych.
W sezonie 1940/41 zespół zdobył ponad 100 goli w rozgrywkach.
Lata 40 XX w. to jednak także silna ingerencja władz państwowych w klub. Wobec postępującej faszyzacji Węgier od 1939 roku coraz większe represje dotykały budapeszteńskie kluby powiązane z mniejszością żydowską na Węgrzech (MTK) i popierane przez lewicowe ruchy robotnicze (Vasas). Jednocześnie FTC został „drużyną władzy”. Popularność klubu wśród rdzennych mieszkańców Węgier oraz częściowo niemieckie pochodzenie, rządzący krajem Strzałokrzyżowcy chcieli wykorzystać do polepszenia własnego wizerunku. FTC stał się klubem najbardziej prawicowym spośród wszystkich węgierskich zespołów, zyskując przy tym sympatię ludności popierającej ruchy faszystowskie. Rządy faszystów w klubie zakończyły się wraz z zajęciem Budapesztu przez wojska sowieckie.
31 października 1948 roku FTC rozegrał tysięczny mecz w lidze węgierskiej.
W 1947 roku FTC jako pierwszy zespół z Węgier wyjechał na tournée do Meksyku, gdzie rozegrał 6 spotkań z czołowymi meksykańskimi zespołami.
Po sezonie 1948/49 klub świętował 50. rocznicę powstania z kolejnym mistrzostwem Węgier. W tym samym sezonie zespół zdobył 140 bramek w 30 meczach z czego 59 zdobył Ferenc Deák.
Po 1949 roku w węgierskim sporcie zaczęto wprowadzać metody sprawdzone w Związku Radzieckim. Władze państwowe wymusiły zmiany nazw i stworzenie z nich klubów podległych resortom państwowym. 16 lutego 1949 doszło do połączenia FTC z ÉMOSz SC. W wyniku fuzji klub dostał się pod zarządzanie resortu odpowiedzialnego za produkcję żywności. Szybko zmieniono nazwę klubu i przez dwa lata Ferencvárosi TC występował jako ÉDOSz SE (skrót od Élelmiszeripari Dolgozók Országos Szakszervezete Sport Egyesület, co tłumaczy się jako Klub Sportowy Krajowego Związku Zawodowego Pracowników Przemysłu Spożywczego).

### Trudne lata 50 XX w.
W latach 50 XX w. zespół ani razu nie zdobył mistrzostwa Węgier. Jedynym trofeum był Puchar Węgier w roku 1958 oraz jedno drugie miejsce i trzy trzecie miejsca w lidze.
Brak znaczących osiągnięć w rozgrywkach krajowych był efektem działań Węgierskiego Związku Piłkarskiego już latem 1949 roku. Wówczas, wobec nacisków Gusztáva Sebesa do Honvédu trafili Sándor Kocsis i László Budai, nieco później Zoltán Czibor. Ferenc Deak i bramkarz Géza Henni musieli odejść z FTC do milicyjnej wówczas budapeszteńskiej Dózsy.
W 1951 roku klubowi kolejny raz zmieniono nazwę, do czego przyczyniła się komunistyczna polityka stalinizmu na Węgrzech. Aż do roku 1956 nosił nazwę Budapesti Kinizsi Sport Egyesület (Kinizsi to nazwisko legendarnego dowódcy wojsk węgierskich, Pála Kinizsiego. Zasłużył się pokonaniem wojsk tureckich w bitwie na Chlebowym Polu), zaś barwy zostały zmienione na biało-czerwone.
Wobec coraz głośniejszych protestów Węgrów i ogólnego niezadowolenia z panującego ustroju, których kulminacją było powstanie 1956 roku władze państwowe wydały zgodę, by klub powrócił do własnej nazwy i do historycznych barw. Sezonu 1956 nie dokończono i nie wyłoniono mistrza. Jednak zmiana układu sił w państwie i „odwilż” polityczna, zmieniła też nieco układ sił w lidze i samym FTC.
W 1958 roku po raz pierwszy w historii transmitowano w telewizji na żywo ligowy mecz piłkarski na Węgrzech. W spotkaniu tym FTC wygrał z Honvédem 3-1.

### Lata 60. XX w. – złota dekada
Lata 60. XX w. to powrót na szczyt węgierskiego piłkarstwa.
Już w 1962 roku klub pokazał się w rozgrywkach międzynarodowych. W Pucharze Miast Targowych Węgrzy doszli do półfinału, w którym ulegli zespołowi Dinama Zagrzeb. W następnym roku udział w europejskich pucharach FTC zakończył w rundzie kwalifikacyjnej Pucharu Europy po porażce z Galatasaray SK.
W 1963 roku FTC odzyskał tytuł mistrzowski na Węgrzech. Do końca lat 60. klub powtarzał to osiągnięcie także w sezonie 1964, 1967 i 1968.
W 1963 roku zespół opuścił na 10 lat obiekt przy Üllői út, przenosząc się na Népstadion.
Historyczny był zwłaszcza rok 1964/65. Wtedy to FTC zdobył Puchar Miast Targowych, co jest największym osiągnięciem jakiegokolwiek węgierskiego zespołu w historii. Po pokonaniu Spartaka Brno, Wiener SC, AS Romy, Athleticu Bilbao i Manchesteru United w finale Węgrzy zmierzyli się z Juventusem. Jedyną bramkę finałowego spotkania zdobył w 74. minucie meczu Máté Fenyvesi.
Rok później FTC doszedł do ćwierćfinału Pucharu Europy, gdzie przegrał z Interem Mediolan.
W 1968 roku węgierski zespół po raz kolejny zagrał w finale Pucharu Miast Targowych, przegrywając jednak w dwumeczu z Leeds United 0-1. Jednak dobra grą w FTC doceniony został w 1967 roku Flórián Albert, który otrzymał Złotą Piłkę. Albert był najbardziej utytułowanym graczem od powstania klubu. Zdobył 255 bramek w 351 meczach ligowych od 1958 do 1974.

### Lata 70 XX w.
W latach 70 XX w. tytuł mistrzowski FTC zdobył tylko raz, w 1976 roku. Znacznie lepiej radził sobie w Pucharze krajowym, który zdobył czterokrotnie (w 1972, 1974, 1976 i 1978 roku).
W Europie Węgrzy doszli do półfinału Pucharu UEFA w sezonie 1971/72, przegrywając w nim z Wolverhampton Wanderers F.C. 3-4 i do finału Pucharu Zdobywców Pucharów w sezonie 1974/75, w którym przegrał z Dynamem Kijów 0-3.
17 marca 1974 roku swój ostatni mecz w karierze klubowej rozegrał Flórián Albert. 19 maja tego samego roku piłkarze FTC powrócili na gruntownie przebudowany stadion przy Üllői út.
W ostatnich latach głośno mówiło się o powtarzających się pod koniec lat 60. i na początku 70. przypadkach sprzedawania spotkań przez graczy FTC, jednak nie miało to wpływu na ewentualne odebranie zdobytych w tym okresie tytułów.

### Ostatnie dwie dekady XX w.
W latach 80 XX w. FTC mistrzem Węgier był tylko raz, w sezonie 1980/81. Za strzelienie w tym sezonie 30 goli Tibor Nyilasi otrzymał Złotego Buta, i tytuł drugiego najlepszego strzelca lig europejskich.
Dekada ta przyniosła zespołowi najwyższe zwycięstwo w meczach sparingowych: 30-1 z austriackim klubem Gutenbrunn ASV.
W sezonie 1984/85 zespół zajął najgorsze w historii, 13. miejsce w lidze.
Przemiany ustrojowe, jakie nastały na Węgrzech na przełomie lat 80 XX w. i 90 XX w. dotknęły także piłki nożnej w tym kraju. Mniej klubów mogło liczyć na wsparcie nowych władz, zaś większą rolę zaczęli odgrywać prywatni sponsorzy.
Gdy trenerem zespołu został Tibor Nyilasi FTC zdobył mistrzostwo Węgier w 1992 i trzykrotnie zdobył Puchar Węgier. Po Nyilasim, trenerem został Dezső Novák, z którym zespół dwukrotnie był mistrzem Węgier (w 1995 i 1996 roku). Novák osiągnął z FTC także sukces na arenie międzynarodowej, wprowadzając jako pierwszy węgierski klub FTC do fazy grupowej Ligi Mistrzów w 1995 roku. Węgrzy w grupie zagrali z Grasshoppers FC, Ajaxem Amsterdam i Realem Madryt. Z jedną wygraną i remisem nad Szwajcarami, dwoma porażkami z Holendrami i remisem oraz porażką z Hiszpanami, FTC nie zakwalifikował się do dalszych rozgrywek.
W następnym sezonie FTC ponownie zdobył mistrzostwo.

### XXI wiek
W 2001 roku zespół po raz kolejny sięga po mistrzostwo kraju.
W kolejnych latach, mimo coraz większych problemów finansowych, zespół konsekwentnie zajmuje pozycje w pierwszej trójce ligi. W 2004 roku po raz 28. w historii okazali się być najlepszym zespołem w lidze. Dodatkowo w 2003 i 2004 roku zdobyli Puchar Węgier (odpowiednio 19. i 20. raz w historii klubu).
W sezonie 2004/2005 FTC awansował do fazy grupowej Pucharu UEFA. Węgrzy okazali się jednak słabsi od przeciwników grupowych: Feyenoordu Rotterdam, Schalke 04 Gelsenkirchen oraz FC Basel i odpadli z dalszej rywalizacji.
W lipcu 2006 roku klub w efekcie problemów finansowych (Łącznie długi klubu wynosziły około 10 milionów dolarów) nie otrzymał pozwolenia na grę w węgierskiej ekstraklasie i po raz pierwszy w swojej historii musiał zagrać w NB II. Klub zakwestionował legalność tego posunięcia w sądzie i wygrał sprawę. W wyroku stwierdzono, że decyzja Węgierskiego Związku Piłkarskiego była sprzeczna z prawem. Ostatecznie udało się osiągnąć kompromis pomiędzy klubem i Związkiem. W sezonie 2006/07 FTC miał szansę powrócić do ekstraklasy, ale przegrał w decydujących meczach z klubem z Nyíregyháza. Pomimo inwestycji w klasowych zawodników, w tym byłych gwiazd klubu, w sezonie 2007/08 w dalszym ciągu nie udało się osiągnąć awansu. Tym razem lepsze okazały się zespoły z Kecskemét i Szolnok. Dopiero w sezonie 2008/09 FTC zapewnił sobie awans do NB I.
W 2008 roku właściciel angielskiego klubu piłkarskiego Sheffield United, Kevin McCabe wygrał przetarg na zakup klubu. Jego węgierska firma zapłaciła za należące do klubu nieruchomości w centrum Budapesztu około 16,5 miliona dolarów.
Dzięki umowie z McCabem, klub stopniowo zaczął wychodzić z zadłużenia. Brytyjczyk zobowiązał się również zmodernizować stadion i dostosować go do wymogów UEFA.
Pierwszy po powrocie do węgierskiej ekstraklasy sezon zakończył się 7. miejscem. W sezonie 2010/2011 FTC zajął trzecie miejsce w lidze i po kilkuletniej przerwie zapewnił sobie awans do rozgrywek Ligi Europy. Natomiast kolejny sezon był jednym z najbardziej nieudanych w historii klubu, gdyż FTC zajęło dopiero 11. miejsce. W sezonie 2012/2013 klub spisywał się lepiej zajmując na koniec sezonu 5. miejsce.

## Osiągnięcia

### Krajowe
|                    | 1. miejsce | 2. miejsce | 3. miejsce |
| ------------------ | --- | --- | --- |
| NB I               | (36 razy): 1903, 1905, 1906/07, 1908/09, 1909/10, 1910/11, 1911/12, 1912/13, 1925/26, 1926/27, 1927/28, 1931/32, 1933/34, 1937/38, 1939/40, 1940/41, 1948/49, 1962/63, 1964, 1967, 1968, 1975/76, 1980/81, 1991/92, 1994/95, 1995/96, 2000/01, 2003/2004, 2015/16, 2018/19, 2019/20, 2020/21, 2021/22, 2022/23, 2023/24, 2024/25 | (36 razy): 1902, 1904, 1907/08, 1913/14, 1917/18, 1918/19, 1921/22, 1923/24, 1924/25, 1928/29, 1929/30, 1934/35, 1936/37, 1938/39, 1943/44, 1945 wiosna, 1949/50, 1959/60, 1965, 1966, 1970 wiosna, 1970/71, 1972/73, 1973/74, 1978/79, 1981/82, 1982/83, 1988/89, 1990/91, 1997/98, 1998/99, 2001/02, 2002/03, 2004/05, 2014/15, 2017/18 | (21 razy): 1901, 1919/20, 1920/21, 1922/23, 1930/31, 1932/33, 1935/36, 1942/43, 1947/48, 1954, 1955, 1957/58, 1961/62, 1963 jesień, 1969, 1974/75, 1976/77, 1989/90, 1992/93, 2010/11, 2013/14 |
| Puchar Węgier      | (24 razy): 1912/13, 1921/22, 1926/27, 1927/28, 1932/33, 1934/35, 1941/42, 1942/43, 1943/44, 1955/58, 1971/72, 1973/74, 1975/76, 1977/78, 1990/91, 1992/93, 1993/94, 1994/95, 2002/03, 2003/04, 2014/15, 2015/16, 2016/17, 2021/22                                                                                                | (11 razy): 1911/12, 1930/31, 1931/32, 1966, 1976/77, 1978/79, 1985/86, 1988/89, 2004/05, 2023/24, 2024/25 | |
| Superpuchar Węgier | (6 razy): 1993, 1994, 1995, 2004, 2015, 2016 | 1992, 2003 | |

- W lidze: 1901–2005/06, 2009/10–

### Międzynarodowe
- zdobywca Pucharu Miast Targowych – 1965
- finalista Pucharu Miast Targowych – 1968
- finalista Pucharu Zdobywców Pucharów – 1975
- zdobywca Pucharu Mitropa – 2 razy – 1928, 1937
- uczestnictwo w Lidze Mistrzów – 1995/1996, 2020/2021
- Zdobywca pucharu Pixela – 2024/2025

## Stroje
| lata 70. | 1985 dom | 1992/93 dom | 1997/98 dom | 2001/02 dom | 2001/02 wyjazd |

| 2002/03 dom | 2002/03 wyjazd | 2003/04 dom | 2003/04 wyjazd | 2004-06 dom | 2004-06 wyjazd |

| 2006/07 dom | 2006/07 wyjazd | 2007/08 dom | 2007/08 wyjazd | 2008/09 dom | 2008/09 wyjazd | 2008/09 trzeci |

| 2009-11 dom | 2009-11 wyjazd | 2009-11 trzeci | 2011/12 dom | 2011/12 wyjazd | 2014/15 dom | 2014/15 wyjazd |

| 2017/18 dom | 2016-18 wyjazd |

## Zawodnicy i sztab szkoleniowy

### Obecny skład
Stan na 26 lipca 2023
| Nr | Poz. | Piłkarz                   |
| -- | ---- | ------------------------- |
| 1  | BR   | Ádám Varga                |
| 3  | OB   | Samy Mmaee                |
| 4  | OB   | Mats Knoester             |
| 5  | PO   | Muhamed Bešić             |
| 7  | PO   | Mohamed Ali Ben Romdhane  |
| 8  | NA   | Ryan Mmaee                |
| 10 | NA   | Tokmac Nguen              |
| 11 | NA   | Owusu Kwabena             |
| 13 | PO   | Anderson Esiti            |
| 14 | PO   | Amer Gojak                |
| 15 | PO   | Mohammad Abu Fani         |
| 16 | PO   | Kristoffer Zachariassen   |
| 17 | OB   | Eldar Ćivić               |
| 18 | PO   | Dávid Sigér (wicekapitan) |
| 19 | NA   | Barnabás Varga            |
| 20 | NA   | Adama Traoré              |
| 21 | OB   | Endre Botka               |

| Nr | Poz. | Piłkarz                                    |
| -- | ---- | ------------------------------------------ |
| 22 | OB   | Myenty Abena                               |
| 23 | OB   | Lóránd Pászka                              |
| 24 | NA   | Tosin Kehindea                             |
| 25 | PO   | Cebrail Makreckis                          |
| 27 | OB   | Ibrahim Cissé                              |
| 28 | NA   | Carlos Auzqui                              |
| 29 | BR   | Gergő Szécsi                               |
| 30 | PO   | Péter Baráth                               |
| 31 | OB   | Henry Wingo                                |
| 50 | NA   | Marquinhos                                 |
| 52 | NA   | Nikolai Baden Frederiksen (wyp. z Vitesse) |
| 68 | NA   | Ádám Halmai                                |
| 72 | NA   | Aleksandar Pešić                           |
| 76 | PO   | Krisztián Lisztes                          |
| 77 | NA   | Damir Redzic                               |
| 90 | BR   | Dénes Dibusz (kapitan)                     |
| 99 | PO   | Cristian Ramírez                           |

### Piłkarze na wypożyczeniu
| Nr | Poz. | Piłkarz                                                |
| -- | ---- | ------------------------------------------------------ |
|    | NA   | Roko Baturina (wyp. do NK Mariboru do 30 czerwca 2024) |
|    | PO   | Máté Katona (wyp. do Kecskeméti TE do 30 czerwca 2023) |

| Nr | Poz. | Piłkarz                                                         |
| -- | ---- | --------------------------------------------------------------- |
|    | NA   | Regő Szánthó (wyp. do DAC-u Dunajská Streda do 30 czerwca 2024) |

### Sztab szkoleniowy
Skład aktualny na 12 lipca 2018.
| Funkcja                         | Imię i Nazwisko       | Kraj      |
| ------------------------------- | --------------------- | --------- |
| menedżer                        | Stanisław Czerczesow  | Rosja     |
| asystent trenera                | Csaba Máté            | Węgry     |
| asystent trenera                | Mirasłau Ramaszczanka | Białoruś  |
| trener bramkarzy                | Tamás Balogh          | Węgry     |
| trener bramkarzy                | Gintaras Stauce       | Litwa     |
| trener przygotowania fizycznego | Péter Bali            | Węgry     |
| trener przygotowania fizycznego | Paulino Granero       | Hiszpania |
| trener przygotowania fizycznego | Władimir Panikow      | Rosja     |
| lekarz klubowy                  | Gergely Pánics        | Węgry     |
| fizjoterapeuta                  | Gábor Lipcsei         | Węgry     |
| masażysta                       | László Demény         | Węgry     |
| masażysta                       | Gábor Lipcsei         | Węgry     |
| kierownik techniczny            | Ferenc Haáz           | Węgry     |
| menedżer drużyny                | Antal Kökény          | Węgry     |

## Numery zastrzeżone
| Nr | Poz. | Piłkarz                                                                      |
| -- | ---- | ---------------------------------------------------------------------------- |
| 2  | OB   | Tibor Simon – grał w latach 1985–1999, zamordowany w Budapeszcie w 2002 roku |
| 12 |      | kibice – numer zastrzeżono w 2007 roku                                       |

## Użytkowane obiekty

### Soroksári út
Stadion przy Soroksári út, zwany także Medicor-pálya znajduje się w IX dzielnicy Budapesztu. Obiekt został otwarty w 1899 roku, a Ferencvárosi TC występował na nim w latach 1900–1911.

### FTC Stadion
W 1911 roku FTC przeniosło się na nowy stadion przy Üllői út 129. Pojemność nowego stadionu była ogromna, gdyż wynosiła aż 37 070 miejsc (w latach 1927–1947 było to nawet 40 tysięcy miejsc). Piłkarze grali na boisku o wymiarach 116 metrów na 65 metrów, jeszcze bez oświetlenia. To właśnie na FTC Stadion „Fradi” przetrwali przemiany zachodzące w klubie w latach 50. Warte podkreślenia jest też to, iż na FTC Stadion swoje mecze ligowe rozgrywały czasem inne budapeszteńskie zespoły.

### Üllői út – Albert Flórián Stadion
Nowy stadion przy ulicy Üllői został oddany do użytku w 1974 roku. Pierwsze spotkanie na tym stadionie „Fradi” rozegrali 19 maja 1974 roku z Vasasem Budapeszt (mecz zakończył się remisem 4:4). Ligowa pojemność tego stadionu wynosiła 18 100 widzów, jednak na mecze europejskich pucharów liczba widzów była ograniczana do 16 855. Rekordową widownię zanotowano 12 września 1981 roku. Tego dnia, podczas meczu FTC-Bp. Honvéd na trybunach zasiadły 32 tysiące widzów.
Charakterystycznymi elementami stadionu były cztery betonowe pylony z oświetleniem oraz frontowy budynek klubowy. Stadion dysponował także dużą tablicą świetlną oraz oświetleniem dostosowanym do relacji telewizyjnych. Stadion nie posiadał bieżni lekkoatletycznej.
Na trybunach, okalających boisko, znajdowały się krzesełka w barwach klubowych. Z czterech trybun tylko trybuna główna (od ulicy Üllői) posiadała pełne zadaszenie. Częściowe zadaszenie znajdowało się nad trybuną wschodnią. Przed trybuną główną znajdował się pomnik F. Springera – współzałożyciela klubu. Obok stadionu głównego znajdowało się kilka pełnowymiarowych boisk treningowych.
Płyta boiska miała wymiary 105 × 68 m.

### Stadion im. Ferenca Puskása
FTC w swojej historii wielokrotnie mecze w roli gospodarza rozgrywał na stadionie będącym stadionem narodowym – Népstadion, który obecnie nosi imię Ferenca Puskása.
Po raz pierwszy „Fradi” na Népstadion zagrali w 1964 roku, gdy rozpoczął się remont obiektu przy Üllői út i grali na nim aż do lata 1975 roku. W późniejszych latach drużyna występowała na Népstadion okazjonalnie w ramach rozgrywek europejskich oraz Pucharu Węgier. Po raz kolejny zespół powrócił na ten stadion w 2013 roku, gdy rozpoczęła się kolejna gruntowna przebudowa Albert Flórián Stadion.

### Groupama Aréna
Od kwietnia 2014 roku FTC mecze domowe rozgrywa na najnowocześniejszym stadionie na Węgrzech – Groupama Aréna, który postawiono w miejscu Albert Flórián Stadion.

## Lista trenerów
| Trener            | Kraj  | Lata      |
| ----------------- | ----- | --------- |
| István Tóth-Potya | Węgry | 1926–30   |
| Zoltán Blum       | Węgry | 1930–37   |
| Sándor Bródy      | Węgry | 1937      |
| József Sándor     | Węgry | 1937      |
| Emil Rauchmaul    | Węgry | 1937–38   |
| György Hlavay     | Węgry | 1938–39   |
| Lajos Dimény      | Węgry | 1939–42   |
| István Tóth-Potya | Węgry | 1943      |
| Alfréd Schaffer   | Węgry | 1943–44   |
| Pál Szabó         | Węgry | 1945      |
| István Mike       | Węgry | lata 40.  |
| Gábor Urbancsik   | Węgry | 1945–1946 |
| Lajos Dimény      | Węgry | 1946–47   |
| Zoltán Opata      | Węgry | 1947      |
| Antal Lyka        | Węgry | 1948–50   |
| Miklós Vadas      | Węgry | 1950      |
| Gábor Urbancsik   | Węgry | 1951      |
| Ferenc Deák       | Węgry | 1952      |
| Károly Sós        | Węgry | 1953–56   |
| Árpád Csanádi     | Węgry | 1957      |

| Trener              | Kraj  | Lata    |
| ------------------- | ----- | ------- |
| Sándor Tátrai       | Węgry | 1958–61 |
| József Mészáros     | Węgry | 1961–65 |
| Oszkár Vilezsál     | Węgry | 1965    |
| Sándor Tátrai       | Węgry | 1966    |
| Károly Lakat        | Węgry | 1967–69 |
| Géza Kalocsay       | Węgry | 1970    |
| Jenő Dalnoki        | Węgry | 1970    |
| Ferenc Csanádi      | Węgry | 1970–73 |
| Dezső Novák         | Węgry | 1973    |
| Jenő Dalnoki        | Węgry | 1973–78 |
| Zoltán Friedmanszky | Węgry | 1978–80 |
| Dezső Novák         | Węgry | 1980–83 |
| Géza Vincze         | Węgry | 1984–85 |
| Jenő Dalnoki        | Węgry | 1985–87 |
| Gyula Rákosi        | Węgry | 1987–90 |
| Tibor Nyilasi       | Węgry | 1990–94 |
| Dezső Novák         | Węgry | 1994–96 |
| József Mucha        | Węgry | 1996    |
| Zoltán Varga        | Węgry | 1996–97 |
| Tibor Nyilasi       | Węgry | 1997–98 |

| Trener               | Kraj      | Lata      |
| -------------------- | --------- | --------- |
| József Mucha         | Węgry     | 1999      |
| Marijan Vlak         | Chorwacja | 1999      |
| Stanko Poklepović    | Chorwacja | 1999–2000 |
| János Csank          | Węgry     | 2000–01   |
| József Garami        | Węgry     | 2002–03   |
| Attila Pintér        | Węgry     | 2004      |
| Csaba László         | Węgry     | 2004–05   |
| Imre Gellei          | Węgry     | 2005–2007 |
| Zoran Kuntić         | Serbia    | 2007      |
| János Csank          | Węgry     | 2007–2008 |
| Bobby Davison        | Anglia    | 2008–09   |
| Craig Short          | Anglia    | 2009–10   |
| László Prukner       | Węgry     | 2010–11   |
| Tamás Nagy           | Węgry     | 2011      |
| Lajos Détári         | Węgry     | 2011–12   |
| Ricardo Moniz        | Holandia  | 2012–13   |
| Thomas Doll          | Niemcy    | 2013–18   |
| Serhij Rebrow        | Ukraina   | 2018–21   |
| Peter Stöger         | Austria   | 2021      |
| Stanisław Czerczesow | Rosja     | od 2021   |

## Sponsorzy

### Główni sponsorzy
Lista głównych sponsorów zespołu w poszczególnych sezonach.
| Sezony            | Sponsor                     | Branża                                                        |
| ----------------- | --------------------------- | ------------------------------------------------------------- |
| 1983/84-1986/87   | Márka                       | przemysł spożywczy                                            |
| 1987/88-1989/90   | Pepsi                       | przemysł spożywczy                                            |
| 1990/91           | Hargita Kft                 |                                                               |
| 1993/94-1994/95   | West                        | przemysł tytoniowy                                            |
| 1995/96-1997/98   | Symphonia                   | przemysł tytoniowy                                            |
| 1999/2000-2000/01 | AVIS                        | wypożyczalnia samochodów                                      |
| 2001/02           | Arany Ászok                 | browar                                                        |
| 2002/03-2003/04   | Westel                      | telefonia komórkowa, przejęta 3 maja 2004 roku przez T-Mobile |
| 2004/05-2006/07   | T-Mobile (Magyar Telekom)   | telefonia komórkowa                                           |
| 2007/08           | Interwetten                 | zakłady bukmacherskie                                         |
| 2008/09           | Orangeways                  | przewozy autokarowe                                           |
| 2009/10           | Unibet                      | zakłady bukmacherskie                                         |
| 2010/11           | Fantastic League            | platforma zakładów bukmacherskich                             |
| 2011/12-2013/14   | Groupama Garancia Biztosító | finanse i bankowość                                           |
| 2015              | Fő Taxi                     | budapeszteńska korporacja taksówkowa                          |
| 2015-             | T-Mobile (Magyar Telekom)   | telefonia komórkowa                                           |

### Partner techniczny
| Sezony          | Partner techniczny |
| --------------- | ------------------ |
| 1970-1992/93    | Adidas             |
| 1993/94-1994/95 | Umbro              |
| 1995/96-2002/03 | Adidas             |
| 2003/04-        | Nike               |